# Ladányi Péter
Ladányi Péter (Budapest, 1929. január 30. – Budapest, 1961. június 13.) magyar filozófus, könyvtáros.

## Életpályája
A Berzsenyi Dániel Gimnáziumban tanult; 1947-ben érettségizett. Egyetemi tanulmányait Budapesten végezte el; Lukács György tanítványa volt; Heller Ágnes, Hermann István és Vitányi Iván köréhez tartozott. Ezután a Lenin Intézetben adjunktus volt; filozófiatörténetet adott elő. 1956 után kutatómunkát végzett, majd az Országos Rabbiképző-intézet könyvtárában dolgozott. Öngyilkos lett.
Kutatási területe a görög és indiai filozófia, valamint a logika.

## Családja
Szülei: Ladányi Ferenc és Keszler Olga voltak. 1955-ben, Budapesten házasságot kötött, Fein Judittal, aki a Lenin Intézet hallgatója volt.
Sírja a Kozma utcai izraelita temetőben található.

## Művei
- Vico (Giambattista) helye a filozófiatörténetben (Budapest, 1955)
- A görög és az ind filozófia kapcsolatainak problémájához (Antik Tanulmányok, 1959)
- A kérdőmondatok logikai analíziséhez. Egy interrogatív logika vázlata (Budapest, 1962)